# Erigone canthognatha
Erigone canthognatha Chamberlin & Ivie, 1935 è un ragno appartenente alla famiglia Linyphiidae.

## Aspetto
Il maschio raggiunge una lunghezza di 2,5 mm. Il cefalotorace è lungo 1,28 mm e largo 0,87 mm e la sezione tibia-patella è lunga nella I e nella IV zampa rispettivamente 1,17 mm e 1,08 mm.
Il carapace, i cheliceri e le gnathocoxae appaiono di colore bruno rossastro chiaro. Lo sterno e il labium sono scuri. Le zampe e i palpi sono gialli paglierino chiaro. L'addome è grigio scuro.
Il maschio presenta la parte cefalica elevata allo stesso modo degli altri Erigone. Le spine lungo i margini del carapace sono molto piccole. I cheliceri possiedono grandi e pungenti spine ricurve. Queste formano una serie lungo l'angolo antero-esterno, un certo numero di questi sono disposti sulla parte frontale e mesialmente sulla metà basale. Le gnathocoxae sono molto gonfie e tubercolate. Il femore della I, II e III zampa presentano una serie di spine setolose lungo l'angolo ventro-posteriore, in modo più prominente sulla I zampa.
Il palpo è definito, notabile nel processo apicale sul lato ventrale della patella. Il femore è dritto e possiede piccole spine setolose.

## Distribuzione
La specie è stata rinvenuta negli Stati Uniti, in particolare a Moab nello Utah nel giugno del 1934.

## Tassonomia
È stato descritto solamente l'olotipo di questa specie nel 1935.
Attualmente, al 2015, non sono note sottospecie.